# Alvin Kraenzlein
Alvin Kraenzlein (ur. 6 grudnia 1876 w Milwaukee, zm. 6 stycznia 1928 w Wilkes-Barre) – amerykański lekkoatleta.

## Przebieg kariery

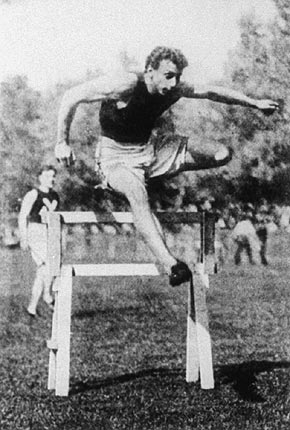
Kraenzlein w biegu przez płotki

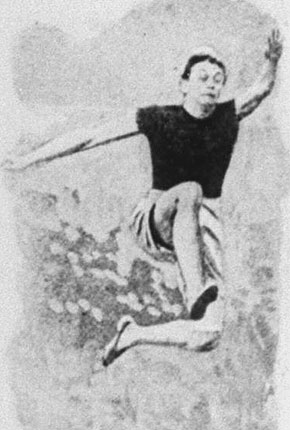
Kraenzlein w skoku w dal

Studiował na University of Wisconsin-Madison i na University of Pennsylvania, aby zostać dentystą. Jednocześnie uprawiał lekką atletykę. W 1897 został mistrzem USA (AAU) na 220 jardów przez płotki, a w następnych latach zdobył kolejnych 5 tytułów mistrzowskich w biegach płotkarskich i skoku w dal, a także 8 tytułów akademickiego mistrza USA w sprincie. Jest uważany za wynalazcę dziś używanego stylu w biegu przez płotki, polegającego na pokonaniu przeszkody najpierw jedną nogą, a potem swoistym przeniesieniu nad nią drugiej nogi. Przedtem większość zawodników skakała przez płotki obunóż.
W 1900 zdobył cztery złote medale na igrzyskach olimpijskich w Paryżu w konkurencjach indywidualnych (osiągnięcie nie wyrównane do tej pory): w biegu na 60 metrów, biegu na 110 metrów przez płotki, biegu na 200 metrów przez płotki i w skoku w dal. Na 60 m wygrał zarówno przedbieg, jak i finał w czasie 7,0 s, minimalnie zwyciężając Waltera Tewksbury’ego.
Finał konkursu w skoku w dal był rozgrywany w niedzielę. W eliminacjach, które miały miejsce poprzedniego dnia, najlepszy wynik uzyskał Myer Prinstein. Wyniki z eliminacji były zaliczane do ostatecznej klasyfikacji. Kraenzlein i Prinstein zawarli dżentelmeńską umowę, że nie wystąpią w niedzielę z powodów religijnych. Kraenzlein jednak wystartował i uzyskał wynik lepszy od eliminacyjnego rezultatu Prinsteina o 1 centymetr. Podobno zirytowany Prinstein uderzył Kraenzleina z tego powodu.
Kraenzlein był sześciokrotnym rekordzistą świata (m.in. w biegu na 200 m ppł na prostej: 23,6 w 1898). Zakończył wyczynowe uprawianie lekkiej atletyki w 1900. Ukończył studia dentystyczne, jednak nie praktykował w tym zawodzie. Został trenerem. Przygotowywał m.in. Ralpha Craiga, który zdobył 2 złote medale w sprincie na igrzyskach olimpijskich w Sztokholmie w 1912.

## Rekordy życiowe
źródło:
- 60 m – 7,0 s. (1900)
- 100 m – 10,8 s. (1900)
- 120 y ppł – 15,2 s. (1898)
- 220 y ppł – 23,6 s. (1898)
- skok w dal – 7,43 m (1899)